# جوني وليامز
جوني وليامز (بالإنجليزية: Johnny Williams)‏ (16 أغسطس 1935 برستل المملكة المتحدة - 24 نوفمبر 2011 بليموث المملكة المتحدة) هو لاعب كرة قدم بريطاني.